# Where Is the Line
Where Is the Line è un singolo promozionale estratto dal disco di Björk, Medúlla.

## Descrizione
In occasione del Björk Orkestral, serie di concerti del 2021 in cui ha celebrato la sua carriera, Björk ha affermato sulla canzone:

## Il videoclip
Il video di Where Is the Line è stato diretto dall'artista islandese Gabríela Friðriksdóttir.
Il video mostra Björk in uno scenario completamente ricoperto di paglia e fieno, la cantante indossa un vestito fatto di sacchi di sabbia, delle scarpe di paglia e uno strano copricapo. Da sotto questo vestito esce una creatura gelatinosa, poi ci sono una serie di esplosioni che danno vita a delle creature di erba e fieno che circondano la cantante fino a non farla più vedere.